# Szossiejnoje
Szossiejnoje (ros. Шоссейное) – osiedle w Rosji, w obwodzie królewieckim, w rejonie gurjewskim. W 2010 liczyło 1434 mieszkańców.